# تپه فیروزه
تپه فیروزه مربوط به هزاره اول قبل از میلاد است و در شهرستان سرخس، بخش مرکزی ـ روستای گنبدلی واقع شده و این اثر در تاریخ ۲۳ فروردین ۱۳۴۶ با شمارهٔ ثبت ۶۵۵ به‌عنوان یکی از آثار ملی ایران به ثبت رسیده است.